# Belaphotroctes hermosus
Belaphotroctes hermosus är en insektsart som beskrevs av Edward L. Mockford 1963. Belaphotroctes hermosus ingår i släktet Belaphotroctes och familjen boklöss. Inga underarter finns listade i Catalogue of Life.